# あんぽ柿祭りin五十沢
あんぽ祭り（あんぽまつり）は、福島県の伊達市立五十沢小学校で行われていた地域学習行事。
地元の特産品であるあんぽ柿の生産を小学生が体験するもの。毎年11月に小学生や保護者のほか、地域住民が集まり、蜂屋柿の皮むきを行う。児童が祭りでむいた柿は、保護者が縄に取り付け、地元大工が寄贈した薫蒸箱で硫黄燻蒸されたのち、渡り廊下に吊り下げられる。一か月自然乾燥させ、出来上がった柿は地元の老人ホームに配布された。

## 歴史
五十沢小学校とあんぽ柿との関わりは古い。あんぽ柿の製法自体、1929年（昭和4年）に五十沢村（当時）の学校に教員として赴任してきた佐藤昌一が考案したものである。佐藤の努力で五十沢特産となったあんぽ柿の伝統を受け継ぐため、五十沢小学校でも「あんぽ祭り」が行われるようになり、2009年には祭りで600個の柿が加工された。この年は地域から出荷されるあんぽ柿の包装紙にも五十沢小児童が生産工程をデザインしたものが採用された
だが2011年に発生した東日本大震災の影響で、あんぽ柿の生産は自粛された。あんぽ祭りも2011年、2012年は中止となった。児童はこの間も栽培農家に聞いたあんぽ柿の歴史を地域のイベントで発表するなど、活動を続けた。2012年12月には自治会の援助で4年生以上の児童が塙町に赴き、あんぽ柿を考案した佐藤昌一の生家を訪問した。
あんぽ祭りは2013年に再開され、12月には東京で開催された「ふくしま大交流フェア」で全校児童があんぽ柿を宣伝した。2015年のあんぽ祭りでは、児童があんぽ柿を使ったスイーツの提案や、地域活性化に向けた提言などを行った。こうした児童の支援活動の足跡を残そうと、2016年5月には校長があんぽ柿のキャラクターを主人公とする絵本『カッキーとカッキーナのゆめ』を200部自費出版した
しかし2016年6月、伊達市は五十沢小学校を含む5校を2017年に梁川小に統合すると発表した。閉校が決まった後も児童は活動を続け、2017年1月には首相公邸を訪問、児童が作ったあんぽ柿を安倍昭恵首相夫人らに贈った。この報道を聞いた鹿児島の男性からは、自分が育てたポンカン約100個が児童に送られてきた。
2017年3月に五十沢小学校は閉校したが、閉校式には同じくあんぽ柿作りをしている能登の企業が来訪、五十沢の児童と能登の児童との交流を持ちかけた。祭りは閉校後も続き、2017年11月にも地元青少年育成部会の主催であんぽ祭りが行われた。2017年4月には『カッキーとカッキーナのゆめ』がハードカバーで再版され、2020年1月に台風19号で被災した五十沢に秋篠宮文仁親王夫妻が訪問したさい、この本が夫妻に贈られている。